# Samadet
Samadet är en kommun i departementet Landes i regionen Nouvelle-Aquitaine i sydvästra Frankrike. Kommunen ligger i kantonen Geaune som tillhör arrondissementet Mont-de-Marsan. År 2022 hade Samadet 1 131 invånare.

## Befolkningsutveckling
Antalet invånare i kommunen Samadet
Referens:INSEE